# Давинкопф
Давинкопф (нем. Dawinkopf) — гора в федеральной земле Тироль. Высота составляет 2970 метров, что делает её второй по высоте в Лехтальских Альпах и третьей среди Северных Известняковых Альпы. Состоит в основном из известнякового доломита и мергеля. Первое восхождение датировано 1885 годом жителем Вены Вильгельмом Райхом. 